# Кашлик
Кашлик, познат също като Искер или Сибир, е разрушена столица на татарското Сибирско ханство от края на 15 до средата на 16 век.
Намира се на десния бряг на река Иртиш, при вливането на река Сибирка и на 17 km нагоре по течението, над днешния град Тоболск. Градът е построен на върха на „непревземаем“ хълм, на нос, издаден в реката. В началото на 20 век от него са останали само купчини камъни, обрасли с трева и дървета.

## Етимология на името
- До 12 век селището носи названието Искер, което на езика на обските угри означава „древна земя“[3].
- В средата на 15 век, когато става столица на Сибирското царство носи името Сибир[3].
- В руските летописи най-често се среща като Кашлик[3] В тюркските езици това означава „място за зимуване“[4].
- При татарския хан Махмет се изграждат по-мощни укрепления и получава ново название – Сибир-Тура[3].
- Когато хан Кучум завзема града, връща старото му има Искер.[3] Татарите наричат града с това име[5].

## Възникване
Кашлик възниква още в домонголско време. Селището, както и целият Сибир, нееднократно са населвани от различни племена и народи. Според Василий Пигнати това става още през Бронзовата епоха. Първото население спада към Сузгунската култура, последвано през втората половина на I хилядолетие преди новата ера от представители на Богочанската. По-късно, между 3 и 5 век, тук се заселва население от Потчевашката култура. Между 6 и 9 век населението се състои от предците на южната група на хантите и манси. Земите около града са наричани Кашлик, а също и Сибир, по името на древния народ на сибирите, населявали някога Зауралието.
Към това време се отнася откритото бронзово украшение за гребен, характерно за древното население на Коми от 10-11 век. От 13-14 век са намерените в града лети бронзови камбановидни медальони и такива с формата на патешки крак, свойствени за обските угри, предшественици на хантите и мансите. Открита е и българска бронзова заключалка във вид на конче.
В началото на 13 век Кашлик е значително селище. През 1224 година, заедно с други владения, Чингис хан го включва към територията (улус) на най-големия си син Джучи под названието Ибир-Сибир. Улусът Джучи е известен като Златната орда. Според татарския философ, историк и просветител Шигабутдин Марджани през 13 век владетел в града е Шибан, пети син на Джучи, основател на улуса Шибан и основоположник на рода Шибаниди, основатели на Сибирското ханство.

## Сибирско ханство
Първото споменаване на града, под името Сибир, е през 1367 година, на картата на братята Франциск и Доминик Пициган. Тогава той е укрепено селище на обските угри – ханти или манси, а през 1483 година негов владетел е Латик. След разпада на Златната орда доминиращо в Западен Сибир става Тюменското ханство, със столица град Чинги-Тура. През 1495 година тайбугин Мамет (Махмет, Махмед, Мухамед-Али), разгромява ханството и своите противници Шибанидите и премества столицата от Чинги-Тура в Кашлик. Той изгражда нов град на мястото на малкото поселище, нарича го Сибир (Сибир-Тура) и го прави своя столица. Приема се, че основател на града е хан Мамет. Наименованието Сибир се споменава в руските летописи за първи път през 1483 година. По името на града започват да наричат цялото огромно владение на хан Мамет Сибирско ханство.
В началото на 16 век за властта в града се борят местният татарски род на Тайбугините и Шибанидите, потомците на Чингис хан. Чувствайки слабостта си, местният татарски княз Едигер се обръща за помощ към руския цар Иван Грозни, като му обещава да му заплати за нея с данък от 30700 свои поданици и 1000 кожи от самури и белки. През 1556 година царят изпраща в Кашлик Дмитрий Куров, който се завръща от там само със 700 самурени кожи. По-късно Едигер изплаща по-голям данък и иска от Иван Грозни помощ срещу настъпващия хан Кучум, но не я получава.

## Градът при Кучум
През 1563 година Шибанидите си връщат града в лицето на хан Кучум, който настъпва, идвайки от Кайсацката степ, и го завзема. При тази битка загиват хановете от местната династия, братята Едигер и Бекбулат. Кучум запазва Кашлик като столица и управлява Сибирското ханство в продължение на почти 20 години. Археологическите находки говорят за търговски връзки на града с Бухара, Китай, Казахстан и Ногайската орда. Първоначално Кучум изпраща на Иван Грозни грамота за дружба, но през 1571 година рязко изменя политиката си и оттогава Сибирското ханство и Русия са в постоянна война.
Град Кашлик е разположен на триъгълен нос, вдаващ се в река Иртиш и извисяващ се над нивото ѝ с около 60 метра. По сведения на археолозите и историците, по време на Кучум градът е с кръгова планировка. От едната страна е обграден от руслото на реката, а от другата – от дълбок овраг, по чието дъно тече река Сибирка, вливаща се на това място в Иртиш. От север граничи с дълбока долина със стръмни склонове и е допълнително защитен от тристепенен земен вал и ров.
Около града е изградена много добре укрепена крепостна стена. Обкръжена е от дълбок троен ров с почти отвесни стени. Крепостта е сравнително малка, защото служи главно за обитаване от хана, роднините му и неговите приближени. В средата е разположен площад, на който се намира ханският дворец. Самият град е разположен от външната страна на стените, на същия хълм, и се състои от полуземлянки. Външният град е свързан с крепостта чрез подвижен мост. През 16 век населението му се занимава с търговия, занаятчийство, риболов, земеделие и скотовъдство. От занаятите са развити елементарната металургия, тъкачество, кожарство, шивачество и производство на изделия от кост.
Неголемите размери на крепостта и липсата на достъп до вода в нея, я правят непригодна за продължителна обсада. Пътят към кладенеца, който е близо до река Сибирка и извън крепостните стени и лесно може да бъде прекъснат от неприятели. Освен това малката площ изключва възможността за концентриране на по-големи бойни сили.

## Превземане от Ермак
През 1582 година градът е нападнат от войските на Ермак, с когото след продължително пътуване из Сибир са останали само 545 войника. По това време укрепленията му вече са порутени, а защитният вал почти се е разпаднал. Хан Кучум, владетел на града и на Сибирското ханство, в очакване на нападателите, започва да го укрепва, но не успява до появата на казаците.
За да защитят града си и в очакване на нападението, татарите строят барикада от стволове на дебели дървета в подножието на Чувашев нос на планината Потчеваш, но бързо са разбити. Въпреки че са по-многобройни, те са въоръжени с лъкове и стрели, а противниците им имат огнестрелно оръжие. След тази тежка битка остатъците от войската на Кучум се разбягва. След поражението населението на града се оттегля през тайгата и блатата, които заобикалят града от почти всички страни и достига до Ишимските степи. Кашлик е превзет на 26 октомври (8 ноември) 1582 година. Ермак намира града пуст и изоставен от жителите си. Според преданията, казаците откриват в ханските дворци богата плячка – злато и сребро в сандъци, златотъкани материи, царски съдове, скъпи кожи и скъпоценни камъни.
Поради непригодността на крепостта да издържи на обсада, хан Кучум изоставя богатствата си и заминава в друга своя резиденция на нос Абалак, далеч от Кашлик. Падането на града става началота на края на Сибирското царство. Иван Грозни заповядва на Ермак да се завърне в Москва, а за сибирски войвода назначава своя приближен, княз Болховски. Ермак не се подчинява, а през 1584 година новият управляващ пристига в града с 500 (по други данни с 300) стрелци.

## Оттегляне на руснаците
Казаците се задържат в града в продължение на три години. Делото за усвояване на Сибир тръгва успешно, но завършва трагично. През зимата татарите успяват да прекъснат пътя за продоволствие и в града настъпва глад, усилен от присъствието на казашките стрелци. Много от тях измират от глад, болести и в сражения с татарите.
За окончателното унищожение на руската войска, на 12 март 1585 година, огромна татарска войска обкръжават Кашлик. Обсадата на града продължава повече от месец, а казаците нямат сили да я разкъсат. Ермак се опитва да разреши проблема, като изпраща атаман Матвей Машчеряк с група от най-силните войни да убият водача на татарите. На 9 май през нощта те проникват в стана на нападателите, а застрашеният предводител едва успява да се спаси с бягство. Разбирайки за това татарите се втурват към стана, но са ударени в гръб от казаците на Ермак. Притиснати от две страни, татарската войска се изтегля на север.
В края на зимата броят на войниците в града се е стопил наполовина, княз Болховски също не оживява. От около 500 души живи остават едва 200. През нощта на 5 срещу 6 август 1585 при битка край устието на река Вагая загива и самият атаман Ермак.
През 1585 година Алей, най-възрастният син на Кучум, подготвя нов поход към Кашлик, а татарите спират да плащат данък на завоевателите. Останалите в града 150 войника решават да го напуснат и да се приберат вкъщи. Така на 15 август градът се изпразва. Опустелият Кашлик е завзет от Алей, който почти две години управлява Сибирското ханство от там.
След гибелта на Ермак, династията на Тайбугините отново се опитва да затвърди властта си в града. Скоро той е завзет с щурм от Сеид Ахмед (Сейд Ахмат, Сейтек, Сейдяк), син на убития хан Бекбулат и племенник на Едигер, а Алей и няколко придворни са убити. За това нападение Сеид Ахмед получава поддръжката на Казахското ханство. Но след като през 1588 година е пленен в Тоболск, жителите на Кашлик го напускат и градът запустява, а останките му са опожарени.

## Краят на Кашлик
Малкото останали неопожарени части от опустошения град, построен от дърво, пръст и кирпич, са оставени да се рушат. Бившата столица на Сибирското ханство съвсем опустява, обрасва с треви и дървета, а водите на река Иртиш го подкопават. Никой вече не пожелава да се засели на ханското пепелище – нито руснаци, нито татари.
За съдбата и състоянието му съдим само по записките на пътешественици, минали от там по различно време. През 1675 година, на път за Китай, го посещава руският посланик Николай Спафарий. Той пише, че на мястото е съхранена само дървената джамия, която тоболските татари обновяват и ползват за молитви. През 1734 година там идва известният историк, специалист по история на Сибир, академик Герхард Милер. Той отбелязва, че джамията вече не съществува и намира само плитки изкопи, служили някога за основи на къщите.

## Съвременно състояние
Според преданията, хан Кучум скрива част от своите съкровища на дъното на дълбок кладенец. То се пази от черен кон със златна сбруя, но за да допусне някого, той трябва да му каже неизвестни вълшебни думи. На територията на град Кашлик, се водят любителски разкопки в търсене на това съкровище.
В наше време само ниските руини и останките от скатовете на три нива напомнят за съществуването на Кашлик. За 500 години от него не остава дори гола площадка.
Първите разкопки на Кашлик са направени през 1881 година от руския писател и художник Михаил Знаменски. Той прави подробни описи на всички намерени материали от разрушаващия се културен слой и съставя план и описание на селището. Според измерванията, които прави, площта на града, подкопана от реката през годините, е намаляла три пъти в сравнение с данните на Милер. Рисува част от най-интересните находки в албум, който се пази в Тоболския музей. Находките му дават богат материал, свързан с татарския бит и са откупени от Томския университет за 300 рубли. По-късно, след смъртта на Знаменски, роднините продават останалите предмети на Финския национален музей за 3000 рубли.
Разкопки на Кашлик са правени и през 1915 година от управляващия на Тоболския губернски музей Василий Пигнати, а резултатите са публикувани в ежегодника на музея. Размерите на площта, останала от града, отново са се намалили. Археологическите находки, открити от него, 334 на брой, са експонирани в Тоболския музей.
През септември 1961 година пристига омският художник К. Шчекотов, който рисува етюд на площадката, с поглед от север. Ширината на площадката в основата на носа вече е само 10 метра, т.е. намаляла е 2,5 пъти в сравнение с размерите си от 1915 година. Придобила е формата на тесен и дълъг триъгълник с неголям наклон към река Сибирка. Повърхността е сравнително равна, със следи от отделни разкопки на иманяри.
Нови разкопки са проведени през 1968 година от археолога от Уралския университет Б. Овчинников, а от А. Зиков от същия университет – през 1988 и 1993 година. Резултатите и на двамата не са публикувани.